# Catllar
Catllar (in catalano Catllà) è un comune francese di 742 abitanti situato nel dipartimento dei Pirenei Orientali nella regione dell'Occitania.

## Geografia fisica

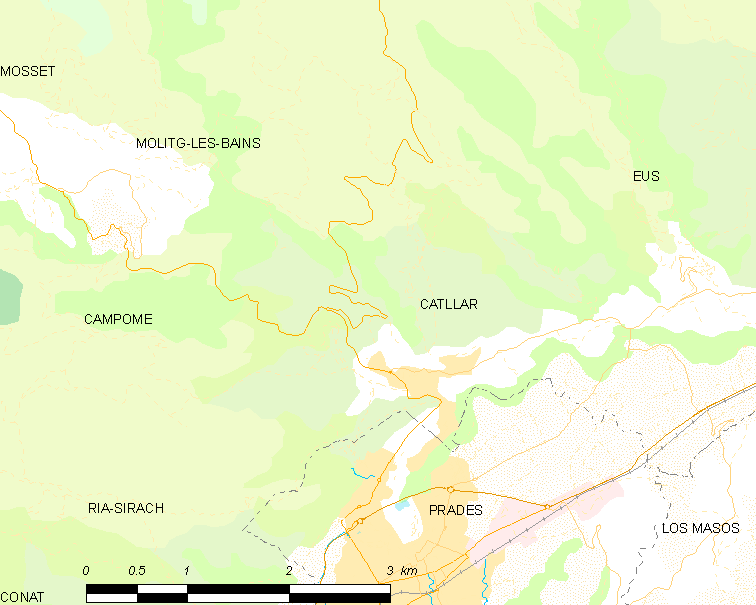
Situazione di Catllar

## Società

### Evoluzione demografica
Abitanti censiti